# (1491) Balduinus
(1491) Balduinus – planetoida należąca do zewnętrznej części pasa głównego asteroid okrążająca Słońce w ciągu 5 lat i 289 dni w średniej odległości 3,22 au. Została odkryta 23 lutego 1938 w Observatoire Royal de Belgique w Uccle przez Eugène’a Delporte. Nazwa planetoidy pochodzi od Baldwina I (1930–1993), króla Belgów. Przed nadaniem nazwy planetoida nosiła oznaczenie tymczasowe (1491) 1938 EJ.